# Mustafa Topchubashov
Mustafa Agabey oglu Topchubashov (en azerí: Mustafa Ağabəy oğlu Topçubaşov; Ereván, 5 de agosto de 1895 - Bakú, 20 de noviembre de 1981) fue un cirujano y político soviético, galardonado con el título honorífico Héroe del Trabajo Socialista.

## Biografía

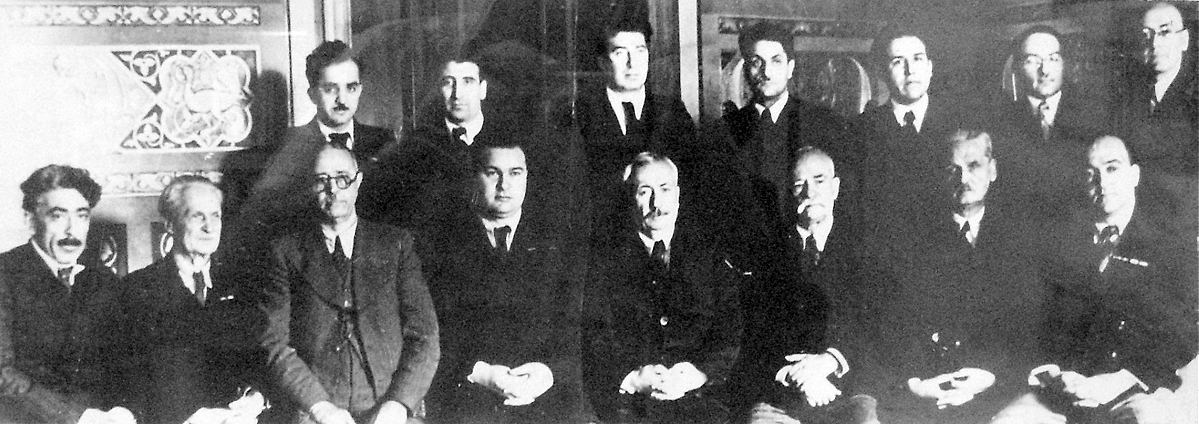
Los primeros miembros del Presidium de la Academia Nacional de Ciencias de Azerbaiyán, el año 1945. Fila inferior (de izquierda a derecha, sentados): Samad Vurgun, Iosif Yesman, Uzeyir Hajibeyov, Aliashraf Alizade, Mirasadulla Mirgasimov, Iván Ivanovich Shirokogorov, Aleksandr Grossheim, Mustafa Topchubashov. De pie: Yusif Mammadaliyev, Mirza Ibrahimov, Shamil Azizbeyov, Heydar Huseynov, Mirali Qashqay, Sadig Dadashov, Mikayil Useynov.

Mustafa Topchubashov nació el 5 de agosto de 1895 en la ciudad de Ereván. En 1919 se graduó de la Facultad de Medicina de la Universidad de Kiev. Al regresar a Bakú, trabajó en un hospital de la ciudad. En 1926 realizó un viaje científico a Alemania. En 1930 defendió su tesis doctoral, se convirtió en profesor y dirigió el departamento de cirugía hospitalaria de la Universidad de Medicina de Azerbaiyán.
A partir de 1950 fue presidente del Comité de Azerbaiyán para la Protección Mundial (rama local del Consejo Mundial de la Paz). Fue uno de los fundadores de la Academia Nacional de Ciencias de Azerbaiyán, de la que fue vicepresidente entre 1951 y 1957 y desde 1969 hasta su muerte. En 1951 Mustafa Topchubashov se convirtió en miembro correspondiente de la Academia de Ciencias de Bulgaria. Fue elegido miembro activo de la Academia de Ciencias de la Unión Soviética en 1960. También fue elegido dos veces presidente del Sóviet Supremo de la República Socialista Soviética de Azerbaiyán (1953-1955, 1967-1971).
Mustafa Topchubashov falleció el 20 de noviembre de 1981 en la ciudad de Bakú.

## Premios y condecoraciones
- Orden de la Insignia de Honor (1936)
- Orden de la Estrella Roja (1942)
- Premio Stalin (1943)
- Orden de Lenin (1944, 1951, 1954, 1975)
- Orden de la Bandera Roja del Trabajo (1946)
- Orden de la Revolución de Octubre (1971)
- Héroe del Trabajo Socialista (1975)